# Автопротоліз
А́втопрото́ліз — зворотний процес взаємодії двох молекул амфотерного протонного розчинника, в якому одна з молекул передає протон (виступає кислотою Бренстеда), а друга приймає його (виступає основою). Для протонних розчинників автопротоліз є випадком автоіонізації.

## Загальний опис
Внаслідок реакції між двома молекулами розчинника (HSolv) утворюються позитивно і негативно заряджені частинки і встановлюється рівновага:
HSolv + HSolv {\displaystyle \rightleftarrows } H2Solv+ + Solv-
Найпоширенішим прикладом автопротолізу є взаємодія молекул води:
H2O + H2O {\displaystyle \rightleftarrows } H3O+ + OH-
У реакції автопротолізу беруть участь рідкі розчинники, що мають у своєму складі кислотний атом Гідрогену та неподілену електронну пару для прийому протона H+, зокрема неорганічні кислоти (наприклад, флуоридна, сульфатна), рідкий аміак, велика кількість органічних сполук:
HF + HF {\displaystyle \rightleftarrows } H2F+ + F-
H2SO4 + H2SO4 {\displaystyle \rightleftarrows } H3SO4+ + HSO4-
NH3 + NH3 {\displaystyle \rightleftarrows } NH4+ + NH2-
CH3OH + CH3OH {\displaystyle \rightleftarrows } CH3OH2+ + CH3O-
CH3CN + CH3CN {\displaystyle \rightleftarrows } CH3CNH+ + CH2CN-
Катіон, що утворюється в ході такої взаємодії, має назву ліоній, а аніон — ліат.

## Константа автопротолізу
| Сульфатна кислота | 3,33  |
| Мурашина кислота  | 6,2   |
| Фтороводень       | 12,5  |
| Вода              | 14,00 |
| Оцтова кислота    | 14,45 |
| Метанол           | 17,20 |
| Етанол            | 18,88 |
| Аміак             | 32,5  |

Чисельно процес автопротолізу описується константою рівноваги (інша назва іонний добуток):
{\displaystyle \mathrm {K_{HSolv}^{a}={\frac {[H_{2}Solv^{+}][Solv^{-}]}{[HSolv]^{2}}}} }
У чистому розчиннику та сильнорозведених розчинах [HSolv] = 1, тому рівняння, наприклад, для води прийме вигляд
{\displaystyle \mathrm {K_{H_{2}O}^{a}=[H_{3}O^{+}][OH^{-}]} }
Оскільки рівноважні концентрації та активності іонів у розчинах є надто малими, на практиці частіше послуговуються від'ємними логарифмами значень:
{\displaystyle \mathrm {pK_{HSolv}^{a}=-lgK_{HSolv}^{a}=pH+pSolv} }